# 代塔

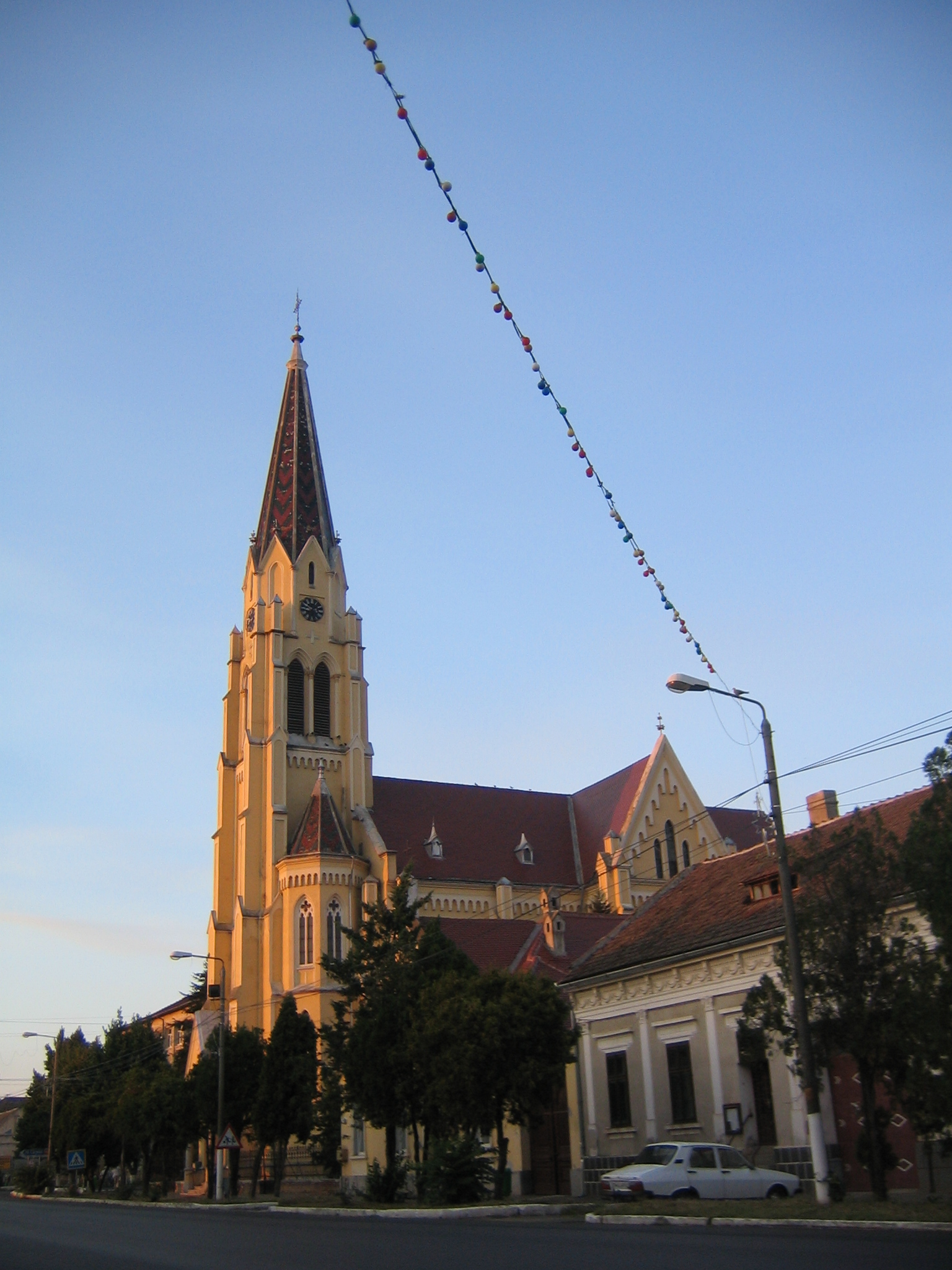

代塔是羅馬尼亞的城鎮，位於該國西部，距離首府蒂米什瓦拉40公里，由蒂米什縣負責管轄，面積33.81平方公里，海拔高度80米，2009年人口6,547，大多數居民信奉東正教。